# Latoszki
Latoszki – dawna wieś, obecnie jedno z osiedli w południowej części warszawskiej dzielnicy Wilanów, na terenie obszaru MSI Powsin. Latoszki znajdują się pomiędzy Powsinem właściwym a Kępą Zawadowską, od południa graniczą ze wsią Okrzeszyn.

## Historia
Osada istniała już w 1678 roku i od początku miała związek z mieszkającą tu liczną rodziną Latoszków, od których prawdopodobnie przyjęła swą nazwę. 
W 1827 roku miejscowość liczyła 5 domów i 43 mieszkańców, w 1905 roku 8 domów i 83 mieszkańców, a w 1921 roku 10 domów i 65 mieszkańców. W 1951 roku Latoszki zostały włączone do Warszawy. Początkowo znajdowały się w dzielnicy Wilanów, od 1960 roku w dzielnicy Mokotów, od 1994 roku w gminie Warszawa-Wilanów, od 2002 roku ponownie w dzielnicy Wilanów.